# Orden de la Casa Real de Chakri
Ilustrísima Orden de la Casa Real de Chakri (en tailandés: เครื่องขัตติยราชอิสริยาภรณ์อันมีเกียรติคุณรุ่งเรืองยิ่งมหาจักรีบรมราชวงศ์ ; rtgs: Khrueang Khattiyaratcha-itsariyaphon An Mi Kiattikhun Rung-rueang Ying Maha Chakkri Borommaratchawong) es una Orden de caballería del Reino de Tailandia. Fue establecida en 1882 por el rey Rama V del Reino de Siam. La orden se otorga a miembros de la Casa Real de Chakri y también a la realeza extranjera.

## Clases
La Orden consta de una sola clase:
- Caballero/Dama.

## Condecorados
- Bhumibol Adulyadej
- Sirikit
- Maha Vajiralongkorn
- Suthida
- Juan Carlos I[1]
- Isabel II del Reino Unido[2]
- Norodom Sihanouk[3]
- Akihito[4]